# Los Altos (Texas)
Los Altos es un lugar designado por el censo ubicado en el condado de Webb en el estado estadounidense de Texas.  

## Geografía
Los Altos se encuentra ubicado en las coordenadas 27°29′26″N 99°23′9″O / 27.49056, -99.38583. Según la Oficina del Censo de los Estados Unidos, Los Altos tiene una superficie total de 0.1 km², de la cual 0.1 km² corresponden a tierra firme y 0 km² es agua.

## Demografía
Según el censo de 2010,había 140 personas residiendo en Los Altos. La densidad de población era de 1.422,48 hab./km². De los 140 habitantes, Los Altos estaba compuesto por el 100% de blancos. Del total de la población el 100% eran hispanos o latinos de cualquier raza.
Los datos del censo de 2020 mostraron que la población ascendió a 175 personas, con una tasa de empleo del 54%. 